# Emil Lindgren
Karl Emil Lindgren (Torsång, 4 de maio de 1985) é um atleta profissional sueco que compete no ciclismo de montanha. Conquistou a medalha de prata no Campeonato Mundial de MTB em 2014 e quatro medalhas no Campeonato Europeu de MTB, entre 2005 e 2009. Representou a Suécia nos Jogos Olímpicos de Verão de 2008 em Pequim, terminando na trigésima oitava posição.

## Palmarés internacional
| Campeonato Mundial | Campeonato Mundial             | Campeonato Mundial | Campeonato Mundial           |
| Ano                | Local                          | Medalha            | Competição                   |
| ------------------ | ------------------------------ | ------------------ | ---------------------------- |
| 2014               | Hafjell/Lillehammer ( Noruega) | 2                  | Cross-country por eliminação |
| Campeonato Europeu |                                |                    |                              |
| Ano                | Local                          | Medalha            | Competição                   |
| 2005               | Kluisbergen ( Bélgica)         | 3                  | Cross-country por relevos    |
| 2006               | Lamosano                       | 3                  | Cross-country por relevos    |
| 2008               | St. Wendel ( Alemanha)         | 2                  | Cross-country por relevos    |
| 2009               | Zoetermeer ( Países Baixos)    | 1                  | Cross-country por relevos    |